# ساوانا (ماداگاسکار)
ساوانا (به لاتین: Savana) یک منطقهٔ مسکونی در ماداگاسکار است که در وهیپنو واقع شده‌است. ساوانا ۴٬۰۰۰ نفر جمعیت دارد و ۱۲ متر بالاتر از سطح دریا واقع شده‌است.